# Kaniški ajalet
Kaniški ajalet bila je upravna jedinica Osmanskog Carstva ustanovljena 1600. i koja je postojala sve do sloma osmanske vladavine u Ugarskoj poslije 1686. Uključivao je dijelove današnje Mađarske, Hrvatske i Slovenije. Središte Kaniškog ajaleta bila je Kanizsa. 

## Upravna podjela
Godine 1600. Kaniški ajalet uključivao je sljedeće sandžake:
- Székesfehérvár
- Pécs
- Požega

Kasnije je uključivao i sandžake:
- Szigetvar
- Törökkoppány
- Valpovo
- Siklós
- Nadaj
- Beltinci